# Annalynn
Annalynn ist eine im Jahr 2004 gegründete Melodic-Hardcore-/Metalcore-Band aus der thailändischen Hauptstadt Bangkok.

## Geschichte
Nachdem sich mehrere lokale Metalbands im Jahr 2004 auflösten, gründeten mehrere ehemalige Mitglieder ebendieser Gruppen die Melodic-Hardcore-Band Annalynn in Thailands Hauptstadt Bangkok. Heute besteht die Band aus dem Sänger Nathapon Jutathaveewan, den beiden Gitarristen Supatchaya Sompong und Nuttapop Cheunsuktananun, Bassist Eakaratch Kaewsomdej und Schlagzeuger Nattbhol Larp-ar-parat. Ein früheres Mitglied ist der Gitarrist Thitipong Petcharat.
Noch im Gründungsjahr erfolgte die Veröffentlichung einer EP unter dem Titel First Shut Up, Then Shut Down. Im Jahr 2010 erschien, nachdem bereits drei Jahre zuvor  mit Science of Scream das erste Album beim vietnamesischen Undergroundlabel Screamlab Records veröffentlicht wurde, ihre zweite EP unter dem Titel A Year of Misery. Im Februar des Jahres 2015 folgte die Herausgabe des zweiten Studioalbums Stare Down the Undefeated, auf dem Jonathan Vigil von der US-amerikanischen Hardcore-Band The Ghost Inside im Lied Dead Weight und Ryo Kinoshita von Crystal Lake in Never Coming Down als Gastsänger zu hören sind, beim thailändischen Musiklabel Banana Records. Stare Down the Undefeated erschien im Dezember 2017 über Radtone Music in Japan. Ende Oktober 2019 veröffentlichte die Gruppe mit Holy Gravity eine neue Single auf der CJ McMahon von der australischen Death-Metal-Band Thy Art Is Murder zu hören ist.
Die Gruppe steht inzwischen beim thailändischen Zweig von Warner Music unter Vertrag. Am 22. Februar 2021 veröffentlichte die Gruppe mit Closer to the Edge die erste Single zum zweiten Album, welches den Titel A Conversation with Evil trägt, mitsamt Musikvideo. Das Album, welches in Japan bei Cube Records herausgegeben wurde, erschien im April 2021. Als Gästsänger sind Masato Hayakawa von Coldrain und CJ McMahon von Thy Art Is Murder zu hören.
Annalynn touren inzwischen auf internationaler Ebene und spielten bereits Konzerte in der Volksrepublik China, Singapur, Malaysia, Hongkong, Taipeh und Japan. Dabei trat die Gruppe bereits als Vorgruppe für Knocked Loose, Thy Art Is Murder, Crystal Lake, LOATHE, Your Demise und Brutality Will Prevail auf.
Am 24. März 2023 spielte die Gruppe im Rahmen des Wacken Metal Battle erstmals ein Konzert in Quezon City auf den Philippinen gemeinsam mit Within Destruction, Born of Osiris und Suicide Silence. Vier Tage darauf gab das australische Musiklabel Greyscale Records bekannt, die Gruppe unter Vertrag genommen zu haben.

## Stil
Sänger Nathapon Jututhaveewan beschreibt Gruppen wie die Beastie Boys, Deftones, As I Lay Dying, Terror und Misery Signals als musikalische Einflüsse der Band. Bei Loudersound wird Annalynn als eine moderne Nu-Metal-Band mit tiefgestimmten Gitarren und Schreigesang beschrieben, die vor allem Fans von Emmure und For the Fallen Dreams gefallen dürften.
In ihrer Musik arbeiten die Musiker mit Breakdowns sowie mit Elementen des Two-Step. Die Musik wird als Melodic Hardcore umschrieben, der allerdings auch Anleihen aus dem deutlich härteren Metalcore aufweist.

## Diskografie
- 2004: Shut Up, Then Shut Down (EP, Eigenproduktion)
- 2007: Science of Scream (Album, Screamlab Records)
- 2010: A Year of Misery (EP, Screamlab Records)
- 2015: Stare Down the Undefeated (Album, Banana Records, 2017 bei Radtone Music für den japanischen Markt neu aufgelegt)
- 2017: Deceiver/Believer (EP)
- 2021: A Conversation with Evil (Album, Cube Records)